# Wesley So
Cet article utilise la notation algébrique pour décrire des coups du jeu d'échecs.
Wesley So, né le 9 octobre 1993 à Manille[réf. nécessaire], est un grand maître philippino-américain du jeu d'échecs.
Il obtient le titre de grand maître à l'âge de quatorze ans en 2007, devenant ainsi l'un des grands maîtres les plus précoces. Avant d'être grand maître, il était le plus jeune maître international philippin à douze ans et dix mois. Depuis novembre 2014, Wesley So représente la fédération américaine. Il remporte l'olympiade d'échecs de 2016 à Bakou avec l'équipe des États-Unis.
En juin 2014, il remporte le mémorial Capablanca 2014.
Au 1er mars 2017, il est le deuxième joueur mondial et le numéro un américain devant Fabiano Caruana avec un classement Elo de 2 822 points.
Au 17 novembre 2024, il est 11e joueur mondial et troisième américain avec un classement Elo de 2 747 points.

## Carrière aux échecs

### Succès dans les tournois individuels classiques
Ses principales victoires sont :
- le tournoi C de Wijk aan Zee (Corus), en 2009 ;
- Malmö (tournoi Sigeman & Co) 2011 (ex æquo avec Giri et Tikkanen) ;
- Montréal (championnat ouvert du Québec, COQ) en 2012 ;
- l'open de Reykjavik (ex æquo avec Amin et Eljanov[3]) en 2013 ;
- l'open de Calgary[4] en 2013 ;
- le tournoi de Hoogeveen (tournoi Univé) en 2013 ;
- le tournoi d'Edmonton en 2014 ;
- deux tournois à Las Vegas :
  - le National Open en 2013 (ex æquo) ;
  - le tournoi Millionaire Chess en 2014 ;
- le tournoi ACP Golden Classic à Bergame en 2014 ;
- le mémorial Capablanca à La Havane en 2014 ;
- le Festival de Bunratty en 2015 ;
- le tournoi d'échecs de Bilbao en 2015 ;
- la Coupe Sinquefield (à Saint-Louis) en 2016 ;
- le tournoi de Londres (Chess Classic) en 2016 ;
- le tournoi de Wijk aan Zee (Tata Steel Masters) en 2017.

### Championnats des Philippines et des États-Unis
So remporte :
- le championnat des Philippines en 2009, 2010 et 2011 ;
- le championnat des États-Unis en 2017 (à Saint-Louis), en 2020 (tournoi rapide sur internet)[5] et en 2021[6].

### Compétitions par équipe
En mars 2006, à l'âge de 12 ans, Wesley So termine à la troisième place du championnat des Philippines, place qualificative pour disputer l'olympiade de Turin. Il devient ainsi le plus jeune joueur philippin à participer à une Olympiade. Lors de l'olympiade, à Turin, Il marque 3 points sur 5 comme deuxième échiquier de réserve (remplaçant).
Après 2006, il est sélectionné dans l'équipe des Philippines en 2008 au deuxième échiquier, puis au premier échiquier en 2010 et 2012.
En 2007 et 2008, il remporte la médaille d'or individuelle au premier échiquier des Philippines lors des olympiades des moins de seize ans. L'équipe des Philippines finit à chaque fois troisième de la compétition.
Après 2014 et son installation aux États-Unis, il remporte l'olympiade d'échecs de 2016 (médaille d'or par équipe) et la médaille d'or individuelle au troisième échiquier de l'équipe américaine (meilleure performance Elo parmi les troisièmes échiquiers).

### Coupes du monde
De 2009 à 2023, Wesley So participe sept fois à la coupe du monde, dont le vainqueur est qualifié pour le tournoi des candidats au championnat du monde.
| Année | Lieu            | Résultat                            | Ultime adversaire      | Adversaires battus                                                                                  |
| ----- | --------------- | ----------------------------------- | ---------------------- | --------------------------------------------------------------------------------------------------- |
| 2009  | Khanty-Mansiïsk | quatrième tour (huitième de finale) | Maksim Matlakov        | Gadir Gousseinov, Vassili Ivantchouk, Gata Kamsky                                                   |
| 2011  | Khanty-Mansiïsk | deuxième tour                       | Sergueï Kariakine      | Ding Liren                                                                                          |
| 2013  | Tromsø          | deuxième tour                       | Evgueni Tomachevski    | Alexander Ipatov                                                                                    |
| 2015  | Bakou           | quatrième tour (huitième de finale) | Maxime Vachier-Lagrave | Parham Maghsoodloo, Csaba Balogh Lê Quang Liêm                                                      |
| 2017  | Tbilissi        | demi-finaliste (sixième tour)       | Ding Liren             | Joshua Ruiz (Colombie), Matthias Blübaum, Francisco Vallejo Pons, Baadur Jobava Vladimir Fedosseïev |
| 2019  | Khanty-Mansiïsk | quatrième tour (huitième de finale) | Nikita Vitiugov        | Sergio Duran Vega, Anton Demtchenko Vidit Santosh Gujrathi                                          |
| 2023  | Bakou           | quatrième tour (16e de finale)      | Alekseï Sarana         | Emre Can Jules Moussard                                                                             |

### Vainqueur du Grand Chess Tour (2016 et 2021)
- 2015 : Wesley So participe à un seul tournoi du Grand Chess Tour ; il finit dernier de la Coupe Sinquefield.
- 2016 : 1er du classement général ; vainqueur de la Coupe Sinquefield et du tournoi de Londres, deuxième du tournoi de Louvain
- 2017 : 7e-8e du classement général ; deuxième du tournoi de Louvain
- 2018 : vainqueur du tournoi de Louvain, troisième du tournoi de Paris
- 2019 : 7e du classement général
- 2021 : 1er du classement général ; vainqueur du tournoi de Paris ; 2e-4e du tournoi classique de Bucarest et quatrième du tournoi rapide et blitz de Saint-Louis.

### Victoires aux tournois rapides et blitz
Wesley So remporte :
- deux fois le tournoi rapide de León : en 2017 (vainqueur d'Anand en finale) et 2018 (victoire en finale sur Vallejo Pons) ;
- le tournoi préliminaire en blitz du tournoi Norway Chess à Stavanger en 2018 ;
- le tournoi rapide et blitz Your Next Move de Louvain (Grand Chess Tour) en 2018 ;
- le championnat des États-Unis 2020 disputé en parties rapides sur internet ;
- le tournoi rapide et blitz Grand Chess Tour Paris en 2021.

### Champion du monde d'échecs aléatoires Fischer (2019)
Wesley So remporte le championnat du monde d'échecs aléatoires Fischer du 27 octobre au 3 novembre 2019 en battant Ian Nepomniachtchi en demi-finale et Magnus Carlsen en finale. So s'était qualifié auparavant en avril 2019 en remportant le groupe 5 du tournoi de sélection, puis en remportant deux matchs contre Svidler et Fedosseïev lors des quarts de finale disputés du 4 au 6 octobre.

### Tournois rapides en ligne (depuis 2020)
En 2020-2021, Wesley So remporte :
- le tournoi rapide sur internet Skilling Open en novembre 2020, premier tournoi du Champions Chess Tour 2020-2021 ;
- le tournoi rapide sur internet Opera Euro Rapid en février 2021 (troisième tournoi du Champions Chess Tour) ;
- le tournoi rapide sur internet Chessable Masters en août 2021 (huitième tournoi du Champions Chess Tour) ;

## Palmarès

### Compétitions juniors
| Année | Date              | Compétition                                      | Lieu             | Classement | Score      | Notes                                                        |
| ----- | ----------------- | ------------------------------------------------ | ---------------- | ---------- | ---------- | ------------------------------------------------------------ |
| 2003  |                   | Championnat des Philippines des moins de dix ans |                  | Vainqueur  |            |                                                              |
| 2003  | Octobre- novembre | Championnat du monde des moins de dix ans        | Kalithéa (Grèce) | 19e        | 7 / 11     | Victoire de Sanan Siouguirov                                 |
| 2004  | Novembre          | Championnat du monde des moins de 12 ans         | Héraklion        | 13e        | 7,5 / 11   | Tournoi remporté par Zhao Nan et Ding Liren (9,5 / 11)       |
| 2005  | Avril 2005        | Championnat du monde des moins de 12 ans         | Belfort          | Quatrième  | 8,5 / 11   | À égalité de points avec le vainqueur (Srinath Narayanan)    |
| 2007  | Mai 2007          | Championnat national junior                      | Kalentong        | Vainqueur  |            |                                                              |
| 2007  | Août              | Olympiade des moins de 16 ans                    | Singapour        | Médaillé   | 9,5 / 10   | Médaille d'or au 1er échiquier Médaille de bronze par équipe |
| 2007  | Octobre           | Championnat du monde junior                      | Erevan           | 20e        | 7,5 / 13 ` | 80 joueurs Deuxième norme de grand maître                    |
| 2008  | Août              | Olympiade des moins de 16 ans                    | Mersin           | Médaillé   | 9 / 10     | Médaille d'or au 1er échiquier Médaille de bronze par équipe |

### Compétitions adultes

#### 2006 à 2013
En février 2011, Wesley So abandonne l'open Aeroflot après six rondes et termine dernier : après cinq nulles et une défaite, déçu, il a préféré quitter le tournoi.
| Année | Date               | Compétition                           | Lieu                     | Classement             | Score     | Notes                                                                                             |
| ----- | ------------------ | ------------------------------------- | ------------------------ | ---------------------- | --------- | ------------------------------------------------------------------------------------------------- |
| 2006  | Avril 2006         | Championnat des Philippines (adultes) | Mandaluyong              | 3e-8e                  | 9,5 / 13  | Victoire de Darwin Laylo (10,5 / 13) So remporte le tournoi de départage pour la 3e place.        |
| 2006  | Novembre           | Open international de Bavière         | Bad Wiessee              | 2e ex æquo             | 7 / 9     | (Bayerische Schachmeisterschaft) Première norme de grand maître                                   |
| 2008  | Avril 2008         | Open de Blitz de Dubaï 2008           | Dubaï                    | Troisième              | 7 / 9     | 78 participants                                                                                   |
| 2008  | Avril 2008         | 10e open de Dubaï                     | Dubaï                    | 1er ex æquo            | 7 / 9     |                                                                                                   |
| 2008  | Avril 2008         | Match contre S. Megaranto             | Jakarta                  | Vainqueur              | 4 - 2     | Match disputé lors du festival JAPFA                                                              |
| 2008  | Mai-juin           | Championnat des Philippines           | Manille                  | Deuxième               | 12,5 / 17 | (National Battle of the Grandmasters) Victoire de J. P. Gomez (13 / 17)                           |
| 2009  | Janvier 2009       | Tournoi Corus C                       | Wijk aan Zee (tournoi C) | Vainqueur              | 9,5 / 13  |                                                                                                   |
| 2009  | Février 2009       | Open Aeroflot                         | Moscou                   | Onzième Premier junior | 5,5 / 9   |                                                                                                   |
| 2009  | Mars               | Championnat des Philippines           | Dapitan                  | Vainqueur              | 9 / 11    | (+7 =4) (National Battle of the Grandmasters)                                                     |
| 2009  | Avril              | Championnat d'Asie individuel         | Subic Bay (Philippines)  | 21e                    | 6,5 / 11  | Victoire de Surya Ganguly (8 / 11)                                                                |
| 2009  | Novembre- décembre | Coupe du monde 2009                   | Khanty Mansiïsk          | 9e-16e                 |           | Éliminé en huitième de finale                                                                     |
| 2010  | Janvier 2010       | Tournoi Corus B                       | Wijk aan Zee (tournoi B) | Quatrième              | 7,5 / 13  | Victoire de Giri                                                                                  |
| 2010  | Avril              | Championnat d'Asie individuel         | Subic Bay (Philippines)  | 2e-5e                  | 6,5 / 9   | Deuxième au départage Victoire de Ni Hua (7 / 9)                                                  |
| 2010  | Mai-juin           | Championnat des Philippines           | Tagaytay                 | Vainqueur              | 8,5 / 11  | (National Battle of the Grandmasters)                                                             |
| 2010  | Juillet            | Festival d'échecs de Bienne           | Bienne                   | Cinquième              | 4,5 / 9   | Victoire de Caruana                                                                               |
| 2010  | Août               | Match Rising Stars - Experience       | Amsterdam                | 6e-7e                  | 4,5 / 10  | Victoire de Guelfand (6 / 10)                                                                     |
| 2010  | Octobre            | SPICE Cup                             | Saint-Louis              | 3e-4e                  | 14 / 30   | Victoire de Onischuk (18 / 30)                                                                    |
| 2011  | Janvier 2011       | Tournoi Tata Steel B                  | Wijk aan Zee (Tournoi B) | 4e-6e                  | 7,5 / 13  | Victoire de McShane et Navara                                                                     |
| 2011  | Avril              | Championnat d'Asie individuel         | Mashad, Iran             | 9e-11e                 | 5,5 / 9   | Victoire de Harikrishna, Yu Yangyi, et Nguyễn Ngọc Trường Sơn (6,5 / 9)                           |
| 2011  | Juin 2011          | Tournoi Sigeman & Co                  | Malmö                    | 1er-3e                 | 3 / 5     | ex æquo avec Giri et H. Tkkanen                                                                   |
| 2011  | Juin-juillet       | Airports Authority of India           | New Delhi                | Quatrième              | 5 / 10    | Victoire de Caruana (7 / 10)                                                                      |
| 2011  | Juillet            | Championnat des Philippines           | Manille                  | Vainqueur              | 9 / 13    | (+5 =8) (National Battle of the Grandmasters)                                                     |
| 2012  | Mai 2012           | Championnat d'Asie individuel         | Hô Chi Minh-Ville        | 4e-10e                 | 6 / 9     | Victoire de Negi et Yu Yangyi (7 / 9)                                                             |
| 2012  | Juillet            | World Open                            | Philadelphie             | 3e-8e                  | 6,5 / 9   | Victoire de I. Sokolov et Chabalov (7 / 9)                                                        |
| 2012  | Juillet            | Championnat ouvert du Québec          | Montréal                 | Vainqueur              | 7,5 / 9   | (tournoi sur invitation COQ)                                                                      |
| 2012  | Octobre            | SPICE Cup                             | Saint-Louis              | Quatrième              | 5 / 10    | Victoire de Vachier-Lagrave (6 / 10)                                                              |
| 2013  | Février 2013       | Open international                    | Reykjavik                | 1er-3e                 | 8 / 10    | ex æquo avec Eljanov et Baseem                                                                    |
| 2013  | Mai 2013           | Open international                    | Calgary                  | Vainqueur              | 8 / 9     | Victoire en blitz et classique                                                                    |
| 2013  | Juin               | Festival de Las Vegas (National Open) | Las Vegas                | 1er-6e                 | 5 / 6     | ex æquo avec Ehlvest, Akobian, Ramirez, Rollos et Sevillano So gagne également en blitz (12 / 14) |
| 2013  | Juillet            | Universiade d'été 2013                | Kazan                    | Vainqueur              | 6,5 / 9   | Médaille d'or individuelle, après un départage avec Andriasian                                    |
| 2013  | Octobre            | Festival d'échecs de Hoogeveen        | Hoogeveen                | Vainqueur              | 4,5 / 6   |                                                                                                   |

#### Depuis 2014
| Année | Date            | Compétition                | Lieu                 | Classement | Score    | Notes                                                     |
| ----- | --------------- | -------------------------- | -------------------- | ---------- | -------- | --------------------------------------------------------- |
| 2014  | Janvier 2014    | Tournoi Tata Steel         | Wijk aan Zee         | 4e-6e      | 6 / 11   | Sixième au départage Victoire de Aronian (8 / 11)         |
| 2014  | Mai             | Mémorial Capablanca        | La Havane            | Vainqueur  | 6,5 / 10 |                                                           |
| 2014  | Juin            | Tournoi de grands maîtres  | Edmonton             | Deuxième   | 7,5 / 9  | Victoire de Ivantchouk (8 / 9)                            |
| 2014  | Juin            | ACP Golden Classic         | Bergame              | Vainqueur  | 4,5 / 6  | Tournoi avec ajournement des parties                      |
| 2014  | Octobre         | Tournoi Millionaire Chess  | Las Vegas            | Vainqueur  | 8,5 / 13 |                                                           |
| 2015  | Janvier 2015    | Tournoi Tata Steel         | Wijk aan Zee         | 2e-5e      | 8,5 / 13 | Victoire de Carlsen (9 / 13)                              |
| 2015  | Février         | Festival de Bunratty       | Newmarket -on-Fergus | Vainqueur  | 5 / 6    | (+4 =2)                                                   |
| 2015  | Mars-avril      | Championnat des États-Unis | Saint-Louis          | Troisième  | 6,5 / 11 | Victoire de Nakamura (8 / 11)                             |
| 2015  | Avril           | Mémorial Gashimov          | Shamkir              | 3e-4e      | 5 / 9    | Victoire de Carlsen (7 / 9)                               |
| 2015  | Juin            | Match contre Navara        | Prague               | Vainqueur  | 3 - 1    | (+2 =2)                                                   |
| 2015  | Juillet         | Sparkassen Meeting         | Dortmund             | Deuxième   | 4 / 7    | Victoire de Caruana (5,5 / 7)                             |
| 2015  | Août- septembre | Coupe Sinquefield          | Saint-Louis          | Dernier    | 3 / 9    | Victoire de Aronian (6 / 9)                               |
| 2015  | Septembre       | Coupe du monde 2015        | Bakou                | 9e-16e     |          | Éliminé en huitième de finale                             |
| 2015  | Octobre         | Tournoi Millionaire Chess  | Las Vegas            | 5e-8e      | 5,5 / 7  | Victoire de Nakamura                                      |
| 2015  | Novembre        | Final de Maestro           | Bilbao               | 1er-2e     | 3,5 / 6  | Vainqueur du départage contre Giri                        |
| 2015  | Décembre        | Qatar Masters Open         | Doha                 | 18e        | 5,5 / 9  | Victoire de Carlsen et Yu Yangyi (7 / 9)                  |
| 2016  | janvier 2016    | Tournoi Tata Steel         | Wijk aan Zee         | 4e-6e      | 7 / 13   | Victoire de Carlsen (9 / 13)                              |
| 2016  | Avril           | Championnat des États-Unis | Saint-Louis          | 2e-3e      | 7,5 / 11 | Victoire de Caruana (8,5 / 11)                            |
| 2016  | Juillet         | Final de Maestro           | Bilbao               | 3e-4e      | 11 / 30  | Victoire de Carlsen devant Nakamura                       |
| 2016  | Août 2016       | Coupe Sinquefield          | Saint-Louis          | Vainqueur  | 5,5 / 9  | (+2 =7)                                                   |
| 2016  | Octobre         | Open de l'île de Man       | Douglas              | 3e-4e      | 6,5 / 9  | Victoire de Eljanov et Caruana (7,5 / 9)                  |
| 2016  | Décembre        | Chess Classic              | Londres              | Vainqueur  | 6 / 9    | (+3 =6)                                                   |
| 2017  | Janvier 2017    | Tournoi Tata Steel         | Wijk aan Zee         | Vainqueur  | 9 / 13   | (+5 =8)                                                   |
| 2017  | Avril           | Championnat des États-Unis | Saint-Louis          | Vainqueur  | 7 / 11   | (+3 =8) Vainqueur du match de départage contre Onischuk   |
| 2017  | Avril           | Mémorial Gashimov          | Şəmkir               | 2e-4e      | 5 / 9    | Victoire de Mamedyarov                                    |
| 2017  | Juin            | Norway Chess               | Stavanger            | 4e-6e      | 4,5 / 9  | (=9) Victoire de Aronian                                  |
| 2017  | Août            | Coupe Sinquefield          | Saint-Louis          | 9e         | 3 / 9    | Victoire de Vachier-Lagrave                               |
| 2017  | Septembre       | Coupe du monde 2017        | Tbilissi             | 3e-4e      |          | Éliminé en demi-finale                                    |
| 2017  | Décembre        | Chess Classic              | Londres              | 3e-6e      | 5 / 9    | Victoire de Caruana                                       |
| 2018  | Janvier 2018    | Tournoi Tata Steel         | Wijk aan Zee         | 5e-6e      | 8 / 13   | Victoire de Carlsen                                       |
| 2018  | Mars            | Tournoi des candidats      | Berlin               | Septième   | 6 / 14   | Victoire de Caruana                                       |
| 2018  | Avril           | Championnat des États-Unis | Saint-Louis          | Troisième  | 6,5 / 11 | (+2 =9) Victoire de Samuel Shankland                      |
| 2018  | Mai-Juin        | Norway Chess               | Stavanger            | 5e-6e      | 4 / 8    | Victoire de Caruana                                       |
| 2018  | Août            | Coupe Sinquefield          | Saint-Louis          | 8e         | 4 / 9    | Victoire de Aronian, Carlsen et Caruana                   |
| 2018  | Octobre         | Open de l'île de Man       | Douglas              | 30e        | 5,5 / 9  | Victoire de Wojtaszek après un départage contre Naiditsch |
| 2019  | Janvier 2019    | Open de Gibraltar          | Gibraltar            | 6e-22e     | 7 / 10   | Victoire de Vladislav Artemiev                            |
| 2019  | Mars            | Championnat des États-Unis | Saint-Louis          | 4e-5e      | 6 / 11   | (+2 −1 =7) Victoire de Hikaru Nakamura                    |

### Tournois rapides et blitz
| Année | Date     | Compétition                            | Lieu        | Classement  | Score    | Notes                                                                                       |
| ----- | -------- | -------------------------------------- | ----------- | ----------- | -------- | ------------------------------------------------------------------------------------------- |
| 2016  | Avril    | Ultimate Blitz Challenge avec Kasparov | Saint-Louis | Deuxième    | 10 / 18  | Victoire de Nakamura                                                                        |
| 2016  | Juin     | Grand Chess Tour Rapide                | Paris       | 3e-4e       | 5,5 / 9  | Victoire de Nakamura devant Carlsen                                                         |
| 2016  | Juin     | YourNextMove Blitz                     | Louvain     | 3e-5e       | 9,5 / 18 | Victoire de Carlsen devant Aronian                                                          |
| 2016  | Juin     | YourNextMove Rapide                    | Louvain     | Deuxième    | 5,5 / 9  | Victoire de Carlsen                                                                         |
| 2017  | Juin     | Grand Chess Tour Rapide                | Paris       | 6e          | 4,5 / 9  | Victoire de Carlsen devant Grichtchouk So finit neuvième du tournoi blitz                   |
| 2017  | Juin     | YourNextMove Rapide                    | Louvain     | Vainqueur   | 7 / 9    | So finit septième du tournoi blitz                                                          |
| 2018  | Mai      | Norway Chess blitz                     | Stavanger   | Vainqueur   | 6 / 9    |                                                                                             |
| 2018  | Juin     | YourNextMove                           | Louvain     | Vainqueur   | 22 / 36  | So remporte le tournoi rapide (7 / 9) et le classement général.                             |
| 2018  | Juillet  | Masters de Leon                        | Leon        | Vainqueur   |          | Wesley So bat Praggnanandhaa en demi-finale et Vallejo Pons en finale.                      |
| 2018  | Août     | Grand Chess Tour Rapide et blitz       | Saint-Louis | 9e          |          | So marque 7 / 18 en blitz et 4 / 9 en parties rapides.                                      |
| 2018  | Novembre | Tournoi Tata Steel India               | Calcutta    | 4e          |          | So marque 5 / 9 en parties rapides (1er : Nakamura) et 10 / 18 en blitz (victoire de Anand) |
| 2019  | Février  | Champions Showdown                     | Saint-Louis | Match gagné | 28 - 20  | So bat Navara 16 - 8 en parties rapides et 12 - 12 en blitz.                                |

### Olympiades
| Année | Date         | Compétition       | Lieu            | Classement individuel | Score    | Échiquier, marque                                                                               |
| ----- | ------------ | ----------------- | --------------- | --------------------- | -------- | ----------------------------------------------------------------------------------------------- |
| 2006  | Mai-juin     | Olympiade de 2006 | Turin           |                       | 3 / 5    | Deuxième remplaçant des Philippines.                                                            |
| 2008  | Novembre     | Olympiade de 2008 | Dresde          | 11e                   | 7 / 10   | (+4 =6) au deuxième échiquier                                                                   |
| 2010  | Septembre    | Olympiade de 2010 | Khanty-Mansiïsk | 27e                   | 6,5 / 10 | (+3 =7) au premier échiquier                                                                    |
| 2012  | Septembre    | Olympiade de 2012 | Istanbul        | 16e                   | 6,5 / 11 | (+2 =9) au premier échiquier                                                                    |
| 2016  | Septembre    | Olympiade de 2016 | Bakou           | Double médaillé d'or  | 8,5 / 10 | (+7 =3) Médaille d'or individuelle au 3e échiquier (perf. Elo : 2 898) Médaille d'or par équipe |
| 2018  | Septembre    | Olympiade de 2018 | Batoumi         | 6e                    | 7,5 / 11 | (+5 −1 =5) au deuxième échiquier Médaille d'argent par équipe                                   |
| 2022  | juillet-août | Olympiade de 2022 | Chennai         | 5e                    | 7 / 10   | (+4 =6) au troisième échiquier                                                                  |

## Victoire sur le champion du monde
|   | a | b | c | d | e | f | g | h |   |
| 8 | Tour noire sur case blanche c8 · Tour noire sur case blanche e8 · Pion noir sur case blanche b7 · haut gauche sur case blanche f7 · Pion noir sur case noire g7 · Roi noir sur case blanche h7 · Pion noir sur case blanche a6 · Dame noire sur case blanche c6 · Fou blanc sur case noire d6 · Pion noir sur case noire f6 · Fou noir sur case blanche g6 · Pion noir sur case noire h6 · Pion blanc sur case noire c5 · Pion blanc sur case blanche f5 · Pion blanc sur case noire b4 · Dame blanche sur case noire d4 · Pion blanc sur case blanche e4 · haut sur case noire f4 · Pion blanc sur case blanche g4 · haut sur case noire h4 · Pion blanc sur case blanche h3 · Tour blanche sur case noire c1 · Tour blanche sur case noire e1 · Roi blanc sur case noire g1 | Tour noire sur case blanche c8 · Tour noire sur case blanche e8 · Pion noir sur case blanche b7 · haut gauche sur case blanche f7 · Pion noir sur case noire g7 · Roi noir sur case blanche h7 · Pion noir sur case blanche a6 · Dame noire sur case blanche c6 · Fou blanc sur case noire d6 · Pion noir sur case noire f6 · Fou noir sur case blanche g6 · Pion noir sur case noire h6 · Pion blanc sur case noire c5 · Pion blanc sur case blanche f5 · Pion blanc sur case noire b4 · Dame blanche sur case noire d4 · Pion blanc sur case blanche e4 · haut sur case noire f4 · Pion blanc sur case blanche g4 · haut sur case noire h4 · Pion blanc sur case blanche h3 · Tour blanche sur case noire c1 · Tour blanche sur case noire e1 · Roi blanc sur case noire g1 | Tour noire sur case blanche c8 · Tour noire sur case blanche e8 · Pion noir sur case blanche b7 · haut gauche sur case blanche f7 · Pion noir sur case noire g7 · Roi noir sur case blanche h7 · Pion noir sur case blanche a6 · Dame noire sur case blanche c6 · Fou blanc sur case noire d6 · Pion noir sur case noire f6 · Fou noir sur case blanche g6 · Pion noir sur case noire h6 · Pion blanc sur case noire c5 · Pion blanc sur case blanche f5 · Pion blanc sur case noire b4 · Dame blanche sur case noire d4 · Pion blanc sur case blanche e4 · haut sur case noire f4 · Pion blanc sur case blanche g4 · haut sur case noire h4 · Pion blanc sur case blanche h3 · Tour blanche sur case noire c1 · Tour blanche sur case noire e1 · Roi blanc sur case noire g1 | Tour noire sur case blanche c8 · Tour noire sur case blanche e8 · Pion noir sur case blanche b7 · haut gauche sur case blanche f7 · Pion noir sur case noire g7 · Roi noir sur case blanche h7 · Pion noir sur case blanche a6 · Dame noire sur case blanche c6 · Fou blanc sur case noire d6 · Pion noir sur case noire f6 · Fou noir sur case blanche g6 · Pion noir sur case noire h6 · Pion blanc sur case noire c5 · Pion blanc sur case blanche f5 · Pion blanc sur case noire b4 · Dame blanche sur case noire d4 · Pion blanc sur case blanche e4 · haut sur case noire f4 · Pion blanc sur case blanche g4 · haut sur case noire h4 · Pion blanc sur case blanche h3 · Tour blanche sur case noire c1 · Tour blanche sur case noire e1 · Roi blanc sur case noire g1 | Tour noire sur case blanche c8 · Tour noire sur case blanche e8 · Pion noir sur case blanche b7 · haut gauche sur case blanche f7 · Pion noir sur case noire g7 · Roi noir sur case blanche h7 · Pion noir sur case blanche a6 · Dame noire sur case blanche c6 · Fou blanc sur case noire d6 · Pion noir sur case noire f6 · Fou noir sur case blanche g6 · Pion noir sur case noire h6 · Pion blanc sur case noire c5 · Pion blanc sur case blanche f5 · Pion blanc sur case noire b4 · Dame blanche sur case noire d4 · Pion blanc sur case blanche e4 · haut sur case noire f4 · Pion blanc sur case blanche g4 · haut sur case noire h4 · Pion blanc sur case blanche h3 · Tour blanche sur case noire c1 · Tour blanche sur case noire e1 · Roi blanc sur case noire g1 | Tour noire sur case blanche c8 · Tour noire sur case blanche e8 · Pion noir sur case blanche b7 · haut gauche sur case blanche f7 · Pion noir sur case noire g7 · Roi noir sur case blanche h7 · Pion noir sur case blanche a6 · Dame noire sur case blanche c6 · Fou blanc sur case noire d6 · Pion noir sur case noire f6 · Fou noir sur case blanche g6 · Pion noir sur case noire h6 · Pion blanc sur case noire c5 · Pion blanc sur case blanche f5 · Pion blanc sur case noire b4 · Dame blanche sur case noire d4 · Pion blanc sur case blanche e4 · haut sur case noire f4 · Pion blanc sur case blanche g4 · haut sur case noire h4 · Pion blanc sur case blanche h3 · Tour blanche sur case noire c1 · Tour blanche sur case noire e1 · Roi blanc sur case noire g1 | Tour noire sur case blanche c8 · Tour noire sur case blanche e8 · Pion noir sur case blanche b7 · haut gauche sur case blanche f7 · Pion noir sur case noire g7 · Roi noir sur case blanche h7 · Pion noir sur case blanche a6 · Dame noire sur case blanche c6 · Fou blanc sur case noire d6 · Pion noir sur case noire f6 · Fou noir sur case blanche g6 · Pion noir sur case noire h6 · Pion blanc sur case noire c5 · Pion blanc sur case blanche f5 · Pion blanc sur case noire b4 · Dame blanche sur case noire d4 · Pion blanc sur case blanche e4 · haut sur case noire f4 · Pion blanc sur case blanche g4 · haut sur case noire h4 · Pion blanc sur case blanche h3 · Tour blanche sur case noire c1 · Tour blanche sur case noire e1 · Roi blanc sur case noire g1 | Tour noire sur case blanche c8 · Tour noire sur case blanche e8 · Pion noir sur case blanche b7 · haut gauche sur case blanche f7 · Pion noir sur case noire g7 · Roi noir sur case blanche h7 · Pion noir sur case blanche a6 · Dame noire sur case blanche c6 · Fou blanc sur case noire d6 · Pion noir sur case noire f6 · Fou noir sur case blanche g6 · Pion noir sur case noire h6 · Pion blanc sur case noire c5 · Pion blanc sur case blanche f5 · Pion blanc sur case noire b4 · Dame blanche sur case noire d4 · Pion blanc sur case blanche e4 · haut sur case noire f4 · Pion blanc sur case blanche g4 · haut sur case noire h4 · Pion blanc sur case blanche h3 · Tour blanche sur case noire c1 · Tour blanche sur case noire e1 · Roi blanc sur case noire g1 | 8 |
| 7 | Tour noire sur case blanche c8 · Tour noire sur case blanche e8 · Pion noir sur case blanche b7 · haut gauche sur case blanche f7 · Pion noir sur case noire g7 · Roi noir sur case blanche h7 · Pion noir sur case blanche a6 · Dame noire sur case blanche c6 · Fou blanc sur case noire d6 · Pion noir sur case noire f6 · Fou noir sur case blanche g6 · Pion noir sur case noire h6 · Pion blanc sur case noire c5 · Pion blanc sur case blanche f5 · Pion blanc sur case noire b4 · Dame blanche sur case noire d4 · Pion blanc sur case blanche e4 · haut sur case noire f4 · Pion blanc sur case blanche g4 · haut sur case noire h4 · Pion blanc sur case blanche h3 · Tour blanche sur case noire c1 · Tour blanche sur case noire e1 · Roi blanc sur case noire g1 | Tour noire sur case blanche c8 · Tour noire sur case blanche e8 · Pion noir sur case blanche b7 · haut gauche sur case blanche f7 · Pion noir sur case noire g7 · Roi noir sur case blanche h7 · Pion noir sur case blanche a6 · Dame noire sur case blanche c6 · Fou blanc sur case noire d6 · Pion noir sur case noire f6 · Fou noir sur case blanche g6 · Pion noir sur case noire h6 · Pion blanc sur case noire c5 · Pion blanc sur case blanche f5 · Pion blanc sur case noire b4 · Dame blanche sur case noire d4 · Pion blanc sur case blanche e4 · haut sur case noire f4 · Pion blanc sur case blanche g4 · haut sur case noire h4 · Pion blanc sur case blanche h3 · Tour blanche sur case noire c1 · Tour blanche sur case noire e1 · Roi blanc sur case noire g1 | Tour noire sur case blanche c8 · Tour noire sur case blanche e8 · Pion noir sur case blanche b7 · haut gauche sur case blanche f7 · Pion noir sur case noire g7 · Roi noir sur case blanche h7 · Pion noir sur case blanche a6 · Dame noire sur case blanche c6 · Fou blanc sur case noire d6 · Pion noir sur case noire f6 · Fou noir sur case blanche g6 · Pion noir sur case noire h6 · Pion blanc sur case noire c5 · Pion blanc sur case blanche f5 · Pion blanc sur case noire b4 · Dame blanche sur case noire d4 · Pion blanc sur case blanche e4 · haut sur case noire f4 · Pion blanc sur case blanche g4 · haut sur case noire h4 · Pion blanc sur case blanche h3 · Tour blanche sur case noire c1 · Tour blanche sur case noire e1 · Roi blanc sur case noire g1 | Tour noire sur case blanche c8 · Tour noire sur case blanche e8 · Pion noir sur case blanche b7 · haut gauche sur case blanche f7 · Pion noir sur case noire g7 · Roi noir sur case blanche h7 · Pion noir sur case blanche a6 · Dame noire sur case blanche c6 · Fou blanc sur case noire d6 · Pion noir sur case noire f6 · Fou noir sur case blanche g6 · Pion noir sur case noire h6 · Pion blanc sur case noire c5 · Pion blanc sur case blanche f5 · Pion blanc sur case noire b4 · Dame blanche sur case noire d4 · Pion blanc sur case blanche e4 · haut sur case noire f4 · Pion blanc sur case blanche g4 · haut sur case noire h4 · Pion blanc sur case blanche h3 · Tour blanche sur case noire c1 · Tour blanche sur case noire e1 · Roi blanc sur case noire g1 | Tour noire sur case blanche c8 · Tour noire sur case blanche e8 · Pion noir sur case blanche b7 · haut gauche sur case blanche f7 · Pion noir sur case noire g7 · Roi noir sur case blanche h7 · Pion noir sur case blanche a6 · Dame noire sur case blanche c6 · Fou blanc sur case noire d6 · Pion noir sur case noire f6 · Fou noir sur case blanche g6 · Pion noir sur case noire h6 · Pion blanc sur case noire c5 · Pion blanc sur case blanche f5 · Pion blanc sur case noire b4 · Dame blanche sur case noire d4 · Pion blanc sur case blanche e4 · haut sur case noire f4 · Pion blanc sur case blanche g4 · haut sur case noire h4 · Pion blanc sur case blanche h3 · Tour blanche sur case noire c1 · Tour blanche sur case noire e1 · Roi blanc sur case noire g1 | Tour noire sur case blanche c8 · Tour noire sur case blanche e8 · Pion noir sur case blanche b7 · haut gauche sur case blanche f7 · Pion noir sur case noire g7 · Roi noir sur case blanche h7 · Pion noir sur case blanche a6 · Dame noire sur case blanche c6 · Fou blanc sur case noire d6 · Pion noir sur case noire f6 · Fou noir sur case blanche g6 · Pion noir sur case noire h6 · Pion blanc sur case noire c5 · Pion blanc sur case blanche f5 · Pion blanc sur case noire b4 · Dame blanche sur case noire d4 · Pion blanc sur case blanche e4 · haut sur case noire f4 · Pion blanc sur case blanche g4 · haut sur case noire h4 · Pion blanc sur case blanche h3 · Tour blanche sur case noire c1 · Tour blanche sur case noire e1 · Roi blanc sur case noire g1 | Tour noire sur case blanche c8 · Tour noire sur case blanche e8 · Pion noir sur case blanche b7 · haut gauche sur case blanche f7 · Pion noir sur case noire g7 · Roi noir sur case blanche h7 · Pion noir sur case blanche a6 · Dame noire sur case blanche c6 · Fou blanc sur case noire d6 · Pion noir sur case noire f6 · Fou noir sur case blanche g6 · Pion noir sur case noire h6 · Pion blanc sur case noire c5 · Pion blanc sur case blanche f5 · Pion blanc sur case noire b4 · Dame blanche sur case noire d4 · Pion blanc sur case blanche e4 · haut sur case noire f4 · Pion blanc sur case blanche g4 · haut sur case noire h4 · Pion blanc sur case blanche h3 · Tour blanche sur case noire c1 · Tour blanche sur case noire e1 · Roi blanc sur case noire g1 | Tour noire sur case blanche c8 · Tour noire sur case blanche e8 · Pion noir sur case blanche b7 · haut gauche sur case blanche f7 · Pion noir sur case noire g7 · Roi noir sur case blanche h7 · Pion noir sur case blanche a6 · Dame noire sur case blanche c6 · Fou blanc sur case noire d6 · Pion noir sur case noire f6 · Fou noir sur case blanche g6 · Pion noir sur case noire h6 · Pion blanc sur case noire c5 · Pion blanc sur case blanche f5 · Pion blanc sur case noire b4 · Dame blanche sur case noire d4 · Pion blanc sur case blanche e4 · haut sur case noire f4 · Pion blanc sur case blanche g4 · haut sur case noire h4 · Pion blanc sur case blanche h3 · Tour blanche sur case noire c1 · Tour blanche sur case noire e1 · Roi blanc sur case noire g1 | 7 |
| 6 | Tour noire sur case blanche c8 · Tour noire sur case blanche e8 · Pion noir sur case blanche b7 · haut gauche sur case blanche f7 · Pion noir sur case noire g7 · Roi noir sur case blanche h7 · Pion noir sur case blanche a6 · Dame noire sur case blanche c6 · Fou blanc sur case noire d6 · Pion noir sur case noire f6 · Fou noir sur case blanche g6 · Pion noir sur case noire h6 · Pion blanc sur case noire c5 · Pion blanc sur case blanche f5 · Pion blanc sur case noire b4 · Dame blanche sur case noire d4 · Pion blanc sur case blanche e4 · haut sur case noire f4 · Pion blanc sur case blanche g4 · haut sur case noire h4 · Pion blanc sur case blanche h3 · Tour blanche sur case noire c1 · Tour blanche sur case noire e1 · Roi blanc sur case noire g1 | Tour noire sur case blanche c8 · Tour noire sur case blanche e8 · Pion noir sur case blanche b7 · haut gauche sur case blanche f7 · Pion noir sur case noire g7 · Roi noir sur case blanche h7 · Pion noir sur case blanche a6 · Dame noire sur case blanche c6 · Fou blanc sur case noire d6 · Pion noir sur case noire f6 · Fou noir sur case blanche g6 · Pion noir sur case noire h6 · Pion blanc sur case noire c5 · Pion blanc sur case blanche f5 · Pion blanc sur case noire b4 · Dame blanche sur case noire d4 · Pion blanc sur case blanche e4 · haut sur case noire f4 · Pion blanc sur case blanche g4 · haut sur case noire h4 · Pion blanc sur case blanche h3 · Tour blanche sur case noire c1 · Tour blanche sur case noire e1 · Roi blanc sur case noire g1 | Tour noire sur case blanche c8 · Tour noire sur case blanche e8 · Pion noir sur case blanche b7 · haut gauche sur case blanche f7 · Pion noir sur case noire g7 · Roi noir sur case blanche h7 · Pion noir sur case blanche a6 · Dame noire sur case blanche c6 · Fou blanc sur case noire d6 · Pion noir sur case noire f6 · Fou noir sur case blanche g6 · Pion noir sur case noire h6 · Pion blanc sur case noire c5 · Pion blanc sur case blanche f5 · Pion blanc sur case noire b4 · Dame blanche sur case noire d4 · Pion blanc sur case blanche e4 · haut sur case noire f4 · Pion blanc sur case blanche g4 · haut sur case noire h4 · Pion blanc sur case blanche h3 · Tour blanche sur case noire c1 · Tour blanche sur case noire e1 · Roi blanc sur case noire g1 | Tour noire sur case blanche c8 · Tour noire sur case blanche e8 · Pion noir sur case blanche b7 · haut gauche sur case blanche f7 · Pion noir sur case noire g7 · Roi noir sur case blanche h7 · Pion noir sur case blanche a6 · Dame noire sur case blanche c6 · Fou blanc sur case noire d6 · Pion noir sur case noire f6 · Fou noir sur case blanche g6 · Pion noir sur case noire h6 · Pion blanc sur case noire c5 · Pion blanc sur case blanche f5 · Pion blanc sur case noire b4 · Dame blanche sur case noire d4 · Pion blanc sur case blanche e4 · haut sur case noire f4 · Pion blanc sur case blanche g4 · haut sur case noire h4 · Pion blanc sur case blanche h3 · Tour blanche sur case noire c1 · Tour blanche sur case noire e1 · Roi blanc sur case noire g1 | Tour noire sur case blanche c8 · Tour noire sur case blanche e8 · Pion noir sur case blanche b7 · haut gauche sur case blanche f7 · Pion noir sur case noire g7 · Roi noir sur case blanche h7 · Pion noir sur case blanche a6 · Dame noire sur case blanche c6 · Fou blanc sur case noire d6 · Pion noir sur case noire f6 · Fou noir sur case blanche g6 · Pion noir sur case noire h6 · Pion blanc sur case noire c5 · Pion blanc sur case blanche f5 · Pion blanc sur case noire b4 · Dame blanche sur case noire d4 · Pion blanc sur case blanche e4 · haut sur case noire f4 · Pion blanc sur case blanche g4 · haut sur case noire h4 · Pion blanc sur case blanche h3 · Tour blanche sur case noire c1 · Tour blanche sur case noire e1 · Roi blanc sur case noire g1 | Tour noire sur case blanche c8 · Tour noire sur case blanche e8 · Pion noir sur case blanche b7 · haut gauche sur case blanche f7 · Pion noir sur case noire g7 · Roi noir sur case blanche h7 · Pion noir sur case blanche a6 · Dame noire sur case blanche c6 · Fou blanc sur case noire d6 · Pion noir sur case noire f6 · Fou noir sur case blanche g6 · Pion noir sur case noire h6 · Pion blanc sur case noire c5 · Pion blanc sur case blanche f5 · Pion blanc sur case noire b4 · Dame blanche sur case noire d4 · Pion blanc sur case blanche e4 · haut sur case noire f4 · Pion blanc sur case blanche g4 · haut sur case noire h4 · Pion blanc sur case blanche h3 · Tour blanche sur case noire c1 · Tour blanche sur case noire e1 · Roi blanc sur case noire g1 | Tour noire sur case blanche c8 · Tour noire sur case blanche e8 · Pion noir sur case blanche b7 · haut gauche sur case blanche f7 · Pion noir sur case noire g7 · Roi noir sur case blanche h7 · Pion noir sur case blanche a6 · Dame noire sur case blanche c6 · Fou blanc sur case noire d6 · Pion noir sur case noire f6 · Fou noir sur case blanche g6 · Pion noir sur case noire h6 · Pion blanc sur case noire c5 · Pion blanc sur case blanche f5 · Pion blanc sur case noire b4 · Dame blanche sur case noire d4 · Pion blanc sur case blanche e4 · haut sur case noire f4 · Pion blanc sur case blanche g4 · haut sur case noire h4 · Pion blanc sur case blanche h3 · Tour blanche sur case noire c1 · Tour blanche sur case noire e1 · Roi blanc sur case noire g1 | Tour noire sur case blanche c8 · Tour noire sur case blanche e8 · Pion noir sur case blanche b7 · haut gauche sur case blanche f7 · Pion noir sur case noire g7 · Roi noir sur case blanche h7 · Pion noir sur case blanche a6 · Dame noire sur case blanche c6 · Fou blanc sur case noire d6 · Pion noir sur case noire f6 · Fou noir sur case blanche g6 · Pion noir sur case noire h6 · Pion blanc sur case noire c5 · Pion blanc sur case blanche f5 · Pion blanc sur case noire b4 · Dame blanche sur case noire d4 · Pion blanc sur case blanche e4 · haut sur case noire f4 · Pion blanc sur case blanche g4 · haut sur case noire h4 · Pion blanc sur case blanche h3 · Tour blanche sur case noire c1 · Tour blanche sur case noire e1 · Roi blanc sur case noire g1 | 6 |
| 5 | Tour noire sur case blanche c8 · Tour noire sur case blanche e8 · Pion noir sur case blanche b7 · haut gauche sur case blanche f7 · Pion noir sur case noire g7 · Roi noir sur case blanche h7 · Pion noir sur case blanche a6 · Dame noire sur case blanche c6 · Fou blanc sur case noire d6 · Pion noir sur case noire f6 · Fou noir sur case blanche g6 · Pion noir sur case noire h6 · Pion blanc sur case noire c5 · Pion blanc sur case blanche f5 · Pion blanc sur case noire b4 · Dame blanche sur case noire d4 · Pion blanc sur case blanche e4 · haut sur case noire f4 · Pion blanc sur case blanche g4 · haut sur case noire h4 · Pion blanc sur case blanche h3 · Tour blanche sur case noire c1 · Tour blanche sur case noire e1 · Roi blanc sur case noire g1 | Tour noire sur case blanche c8 · Tour noire sur case blanche e8 · Pion noir sur case blanche b7 · haut gauche sur case blanche f7 · Pion noir sur case noire g7 · Roi noir sur case blanche h7 · Pion noir sur case blanche a6 · Dame noire sur case blanche c6 · Fou blanc sur case noire d6 · Pion noir sur case noire f6 · Fou noir sur case blanche g6 · Pion noir sur case noire h6 · Pion blanc sur case noire c5 · Pion blanc sur case blanche f5 · Pion blanc sur case noire b4 · Dame blanche sur case noire d4 · Pion blanc sur case blanche e4 · haut sur case noire f4 · Pion blanc sur case blanche g4 · haut sur case noire h4 · Pion blanc sur case blanche h3 · Tour blanche sur case noire c1 · Tour blanche sur case noire e1 · Roi blanc sur case noire g1 | Tour noire sur case blanche c8 · Tour noire sur case blanche e8 · Pion noir sur case blanche b7 · haut gauche sur case blanche f7 · Pion noir sur case noire g7 · Roi noir sur case blanche h7 · Pion noir sur case blanche a6 · Dame noire sur case blanche c6 · Fou blanc sur case noire d6 · Pion noir sur case noire f6 · Fou noir sur case blanche g6 · Pion noir sur case noire h6 · Pion blanc sur case noire c5 · Pion blanc sur case blanche f5 · Pion blanc sur case noire b4 · Dame blanche sur case noire d4 · Pion blanc sur case blanche e4 · haut sur case noire f4 · Pion blanc sur case blanche g4 · haut sur case noire h4 · Pion blanc sur case blanche h3 · Tour blanche sur case noire c1 · Tour blanche sur case noire e1 · Roi blanc sur case noire g1 | Tour noire sur case blanche c8 · Tour noire sur case blanche e8 · Pion noir sur case blanche b7 · haut gauche sur case blanche f7 · Pion noir sur case noire g7 · Roi noir sur case blanche h7 · Pion noir sur case blanche a6 · Dame noire sur case blanche c6 · Fou blanc sur case noire d6 · Pion noir sur case noire f6 · Fou noir sur case blanche g6 · Pion noir sur case noire h6 · Pion blanc sur case noire c5 · Pion blanc sur case blanche f5 · Pion blanc sur case noire b4 · Dame blanche sur case noire d4 · Pion blanc sur case blanche e4 · haut sur case noire f4 · Pion blanc sur case blanche g4 · haut sur case noire h4 · Pion blanc sur case blanche h3 · Tour blanche sur case noire c1 · Tour blanche sur case noire e1 · Roi blanc sur case noire g1 | Tour noire sur case blanche c8 · Tour noire sur case blanche e8 · Pion noir sur case blanche b7 · haut gauche sur case blanche f7 · Pion noir sur case noire g7 · Roi noir sur case blanche h7 · Pion noir sur case blanche a6 · Dame noire sur case blanche c6 · Fou blanc sur case noire d6 · Pion noir sur case noire f6 · Fou noir sur case blanche g6 · Pion noir sur case noire h6 · Pion blanc sur case noire c5 · Pion blanc sur case blanche f5 · Pion blanc sur case noire b4 · Dame blanche sur case noire d4 · Pion blanc sur case blanche e4 · haut sur case noire f4 · Pion blanc sur case blanche g4 · haut sur case noire h4 · Pion blanc sur case blanche h3 · Tour blanche sur case noire c1 · Tour blanche sur case noire e1 · Roi blanc sur case noire g1 | Tour noire sur case blanche c8 · Tour noire sur case blanche e8 · Pion noir sur case blanche b7 · haut gauche sur case blanche f7 · Pion noir sur case noire g7 · Roi noir sur case blanche h7 · Pion noir sur case blanche a6 · Dame noire sur case blanche c6 · Fou blanc sur case noire d6 · Pion noir sur case noire f6 · Fou noir sur case blanche g6 · Pion noir sur case noire h6 · Pion blanc sur case noire c5 · Pion blanc sur case blanche f5 · Pion blanc sur case noire b4 · Dame blanche sur case noire d4 · Pion blanc sur case blanche e4 · haut sur case noire f4 · Pion blanc sur case blanche g4 · haut sur case noire h4 · Pion blanc sur case blanche h3 · Tour blanche sur case noire c1 · Tour blanche sur case noire e1 · Roi blanc sur case noire g1 | Tour noire sur case blanche c8 · Tour noire sur case blanche e8 · Pion noir sur case blanche b7 · haut gauche sur case blanche f7 · Pion noir sur case noire g7 · Roi noir sur case blanche h7 · Pion noir sur case blanche a6 · Dame noire sur case blanche c6 · Fou blanc sur case noire d6 · Pion noir sur case noire f6 · Fou noir sur case blanche g6 · Pion noir sur case noire h6 · Pion blanc sur case noire c5 · Pion blanc sur case blanche f5 · Pion blanc sur case noire b4 · Dame blanche sur case noire d4 · Pion blanc sur case blanche e4 · haut sur case noire f4 · Pion blanc sur case blanche g4 · haut sur case noire h4 · Pion blanc sur case blanche h3 · Tour blanche sur case noire c1 · Tour blanche sur case noire e1 · Roi blanc sur case noire g1 | Tour noire sur case blanche c8 · Tour noire sur case blanche e8 · Pion noir sur case blanche b7 · haut gauche sur case blanche f7 · Pion noir sur case noire g7 · Roi noir sur case blanche h7 · Pion noir sur case blanche a6 · Dame noire sur case blanche c6 · Fou blanc sur case noire d6 · Pion noir sur case noire f6 · Fou noir sur case blanche g6 · Pion noir sur case noire h6 · Pion blanc sur case noire c5 · Pion blanc sur case blanche f5 · Pion blanc sur case noire b4 · Dame blanche sur case noire d4 · Pion blanc sur case blanche e4 · haut sur case noire f4 · Pion blanc sur case blanche g4 · haut sur case noire h4 · Pion blanc sur case blanche h3 · Tour blanche sur case noire c1 · Tour blanche sur case noire e1 · Roi blanc sur case noire g1 | 5 |
| 4 | Tour noire sur case blanche c8 · Tour noire sur case blanche e8 · Pion noir sur case blanche b7 · haut gauche sur case blanche f7 · Pion noir sur case noire g7 · Roi noir sur case blanche h7 · Pion noir sur case blanche a6 · Dame noire sur case blanche c6 · Fou blanc sur case noire d6 · Pion noir sur case noire f6 · Fou noir sur case blanche g6 · Pion noir sur case noire h6 · Pion blanc sur case noire c5 · Pion blanc sur case blanche f5 · Pion blanc sur case noire b4 · Dame blanche sur case noire d4 · Pion blanc sur case blanche e4 · haut sur case noire f4 · Pion blanc sur case blanche g4 · haut sur case noire h4 · Pion blanc sur case blanche h3 · Tour blanche sur case noire c1 · Tour blanche sur case noire e1 · Roi blanc sur case noire g1 | Tour noire sur case blanche c8 · Tour noire sur case blanche e8 · Pion noir sur case blanche b7 · haut gauche sur case blanche f7 · Pion noir sur case noire g7 · Roi noir sur case blanche h7 · Pion noir sur case blanche a6 · Dame noire sur case blanche c6 · Fou blanc sur case noire d6 · Pion noir sur case noire f6 · Fou noir sur case blanche g6 · Pion noir sur case noire h6 · Pion blanc sur case noire c5 · Pion blanc sur case blanche f5 · Pion blanc sur case noire b4 · Dame blanche sur case noire d4 · Pion blanc sur case blanche e4 · haut sur case noire f4 · Pion blanc sur case blanche g4 · haut sur case noire h4 · Pion blanc sur case blanche h3 · Tour blanche sur case noire c1 · Tour blanche sur case noire e1 · Roi blanc sur case noire g1 | Tour noire sur case blanche c8 · Tour noire sur case blanche e8 · Pion noir sur case blanche b7 · haut gauche sur case blanche f7 · Pion noir sur case noire g7 · Roi noir sur case blanche h7 · Pion noir sur case blanche a6 · Dame noire sur case blanche c6 · Fou blanc sur case noire d6 · Pion noir sur case noire f6 · Fou noir sur case blanche g6 · Pion noir sur case noire h6 · Pion blanc sur case noire c5 · Pion blanc sur case blanche f5 · Pion blanc sur case noire b4 · Dame blanche sur case noire d4 · Pion blanc sur case blanche e4 · haut sur case noire f4 · Pion blanc sur case blanche g4 · haut sur case noire h4 · Pion blanc sur case blanche h3 · Tour blanche sur case noire c1 · Tour blanche sur case noire e1 · Roi blanc sur case noire g1 | Tour noire sur case blanche c8 · Tour noire sur case blanche e8 · Pion noir sur case blanche b7 · haut gauche sur case blanche f7 · Pion noir sur case noire g7 · Roi noir sur case blanche h7 · Pion noir sur case blanche a6 · Dame noire sur case blanche c6 · Fou blanc sur case noire d6 · Pion noir sur case noire f6 · Fou noir sur case blanche g6 · Pion noir sur case noire h6 · Pion blanc sur case noire c5 · Pion blanc sur case blanche f5 · Pion blanc sur case noire b4 · Dame blanche sur case noire d4 · Pion blanc sur case blanche e4 · haut sur case noire f4 · Pion blanc sur case blanche g4 · haut sur case noire h4 · Pion blanc sur case blanche h3 · Tour blanche sur case noire c1 · Tour blanche sur case noire e1 · Roi blanc sur case noire g1 | Tour noire sur case blanche c8 · Tour noire sur case blanche e8 · Pion noir sur case blanche b7 · haut gauche sur case blanche f7 · Pion noir sur case noire g7 · Roi noir sur case blanche h7 · Pion noir sur case blanche a6 · Dame noire sur case blanche c6 · Fou blanc sur case noire d6 · Pion noir sur case noire f6 · Fou noir sur case blanche g6 · Pion noir sur case noire h6 · Pion blanc sur case noire c5 · Pion blanc sur case blanche f5 · Pion blanc sur case noire b4 · Dame blanche sur case noire d4 · Pion blanc sur case blanche e4 · haut sur case noire f4 · Pion blanc sur case blanche g4 · haut sur case noire h4 · Pion blanc sur case blanche h3 · Tour blanche sur case noire c1 · Tour blanche sur case noire e1 · Roi blanc sur case noire g1 | Tour noire sur case blanche c8 · Tour noire sur case blanche e8 · Pion noir sur case blanche b7 · haut gauche sur case blanche f7 · Pion noir sur case noire g7 · Roi noir sur case blanche h7 · Pion noir sur case blanche a6 · Dame noire sur case blanche c6 · Fou blanc sur case noire d6 · Pion noir sur case noire f6 · Fou noir sur case blanche g6 · Pion noir sur case noire h6 · Pion blanc sur case noire c5 · Pion blanc sur case blanche f5 · Pion blanc sur case noire b4 · Dame blanche sur case noire d4 · Pion blanc sur case blanche e4 · haut sur case noire f4 · Pion blanc sur case blanche g4 · haut sur case noire h4 · Pion blanc sur case blanche h3 · Tour blanche sur case noire c1 · Tour blanche sur case noire e1 · Roi blanc sur case noire g1 | Tour noire sur case blanche c8 · Tour noire sur case blanche e8 · Pion noir sur case blanche b7 · haut gauche sur case blanche f7 · Pion noir sur case noire g7 · Roi noir sur case blanche h7 · Pion noir sur case blanche a6 · Dame noire sur case blanche c6 · Fou blanc sur case noire d6 · Pion noir sur case noire f6 · Fou noir sur case blanche g6 · Pion noir sur case noire h6 · Pion blanc sur case noire c5 · Pion blanc sur case blanche f5 · Pion blanc sur case noire b4 · Dame blanche sur case noire d4 · Pion blanc sur case blanche e4 · haut sur case noire f4 · Pion blanc sur case blanche g4 · haut sur case noire h4 · Pion blanc sur case blanche h3 · Tour blanche sur case noire c1 · Tour blanche sur case noire e1 · Roi blanc sur case noire g1 | Tour noire sur case blanche c8 · Tour noire sur case blanche e8 · Pion noir sur case blanche b7 · haut gauche sur case blanche f7 · Pion noir sur case noire g7 · Roi noir sur case blanche h7 · Pion noir sur case blanche a6 · Dame noire sur case blanche c6 · Fou blanc sur case noire d6 · Pion noir sur case noire f6 · Fou noir sur case blanche g6 · Pion noir sur case noire h6 · Pion blanc sur case noire c5 · Pion blanc sur case blanche f5 · Pion blanc sur case noire b4 · Dame blanche sur case noire d4 · Pion blanc sur case blanche e4 · haut sur case noire f4 · Pion blanc sur case blanche g4 · haut sur case noire h4 · Pion blanc sur case blanche h3 · Tour blanche sur case noire c1 · Tour blanche sur case noire e1 · Roi blanc sur case noire g1 | 4 |
| 3 | Tour noire sur case blanche c8 · Tour noire sur case blanche e8 · Pion noir sur case blanche b7 · haut gauche sur case blanche f7 · Pion noir sur case noire g7 · Roi noir sur case blanche h7 · Pion noir sur case blanche a6 · Dame noire sur case blanche c6 · Fou blanc sur case noire d6 · Pion noir sur case noire f6 · Fou noir sur case blanche g6 · Pion noir sur case noire h6 · Pion blanc sur case noire c5 · Pion blanc sur case blanche f5 · Pion blanc sur case noire b4 · Dame blanche sur case noire d4 · Pion blanc sur case blanche e4 · haut sur case noire f4 · Pion blanc sur case blanche g4 · haut sur case noire h4 · Pion blanc sur case blanche h3 · Tour blanche sur case noire c1 · Tour blanche sur case noire e1 · Roi blanc sur case noire g1 | Tour noire sur case blanche c8 · Tour noire sur case blanche e8 · Pion noir sur case blanche b7 · haut gauche sur case blanche f7 · Pion noir sur case noire g7 · Roi noir sur case blanche h7 · Pion noir sur case blanche a6 · Dame noire sur case blanche c6 · Fou blanc sur case noire d6 · Pion noir sur case noire f6 · Fou noir sur case blanche g6 · Pion noir sur case noire h6 · Pion blanc sur case noire c5 · Pion blanc sur case blanche f5 · Pion blanc sur case noire b4 · Dame blanche sur case noire d4 · Pion blanc sur case blanche e4 · haut sur case noire f4 · Pion blanc sur case blanche g4 · haut sur case noire h4 · Pion blanc sur case blanche h3 · Tour blanche sur case noire c1 · Tour blanche sur case noire e1 · Roi blanc sur case noire g1 | Tour noire sur case blanche c8 · Tour noire sur case blanche e8 · Pion noir sur case blanche b7 · haut gauche sur case blanche f7 · Pion noir sur case noire g7 · Roi noir sur case blanche h7 · Pion noir sur case blanche a6 · Dame noire sur case blanche c6 · Fou blanc sur case noire d6 · Pion noir sur case noire f6 · Fou noir sur case blanche g6 · Pion noir sur case noire h6 · Pion blanc sur case noire c5 · Pion blanc sur case blanche f5 · Pion blanc sur case noire b4 · Dame blanche sur case noire d4 · Pion blanc sur case blanche e4 · haut sur case noire f4 · Pion blanc sur case blanche g4 · haut sur case noire h4 · Pion blanc sur case blanche h3 · Tour blanche sur case noire c1 · Tour blanche sur case noire e1 · Roi blanc sur case noire g1 | Tour noire sur case blanche c8 · Tour noire sur case blanche e8 · Pion noir sur case blanche b7 · haut gauche sur case blanche f7 · Pion noir sur case noire g7 · Roi noir sur case blanche h7 · Pion noir sur case blanche a6 · Dame noire sur case blanche c6 · Fou blanc sur case noire d6 · Pion noir sur case noire f6 · Fou noir sur case blanche g6 · Pion noir sur case noire h6 · Pion blanc sur case noire c5 · Pion blanc sur case blanche f5 · Pion blanc sur case noire b4 · Dame blanche sur case noire d4 · Pion blanc sur case blanche e4 · haut sur case noire f4 · Pion blanc sur case blanche g4 · haut sur case noire h4 · Pion blanc sur case blanche h3 · Tour blanche sur case noire c1 · Tour blanche sur case noire e1 · Roi blanc sur case noire g1 | Tour noire sur case blanche c8 · Tour noire sur case blanche e8 · Pion noir sur case blanche b7 · haut gauche sur case blanche f7 · Pion noir sur case noire g7 · Roi noir sur case blanche h7 · Pion noir sur case blanche a6 · Dame noire sur case blanche c6 · Fou blanc sur case noire d6 · Pion noir sur case noire f6 · Fou noir sur case blanche g6 · Pion noir sur case noire h6 · Pion blanc sur case noire c5 · Pion blanc sur case blanche f5 · Pion blanc sur case noire b4 · Dame blanche sur case noire d4 · Pion blanc sur case blanche e4 · haut sur case noire f4 · Pion blanc sur case blanche g4 · haut sur case noire h4 · Pion blanc sur case blanche h3 · Tour blanche sur case noire c1 · Tour blanche sur case noire e1 · Roi blanc sur case noire g1 | Tour noire sur case blanche c8 · Tour noire sur case blanche e8 · Pion noir sur case blanche b7 · haut gauche sur case blanche f7 · Pion noir sur case noire g7 · Roi noir sur case blanche h7 · Pion noir sur case blanche a6 · Dame noire sur case blanche c6 · Fou blanc sur case noire d6 · Pion noir sur case noire f6 · Fou noir sur case blanche g6 · Pion noir sur case noire h6 · Pion blanc sur case noire c5 · Pion blanc sur case blanche f5 · Pion blanc sur case noire b4 · Dame blanche sur case noire d4 · Pion blanc sur case blanche e4 · haut sur case noire f4 · Pion blanc sur case blanche g4 · haut sur case noire h4 · Pion blanc sur case blanche h3 · Tour blanche sur case noire c1 · Tour blanche sur case noire e1 · Roi blanc sur case noire g1 | Tour noire sur case blanche c8 · Tour noire sur case blanche e8 · Pion noir sur case blanche b7 · haut gauche sur case blanche f7 · Pion noir sur case noire g7 · Roi noir sur case blanche h7 · Pion noir sur case blanche a6 · Dame noire sur case blanche c6 · Fou blanc sur case noire d6 · Pion noir sur case noire f6 · Fou noir sur case blanche g6 · Pion noir sur case noire h6 · Pion blanc sur case noire c5 · Pion blanc sur case blanche f5 · Pion blanc sur case noire b4 · Dame blanche sur case noire d4 · Pion blanc sur case blanche e4 · haut sur case noire f4 · Pion blanc sur case blanche g4 · haut sur case noire h4 · Pion blanc sur case blanche h3 · Tour blanche sur case noire c1 · Tour blanche sur case noire e1 · Roi blanc sur case noire g1 | Tour noire sur case blanche c8 · Tour noire sur case blanche e8 · Pion noir sur case blanche b7 · haut gauche sur case blanche f7 · Pion noir sur case noire g7 · Roi noir sur case blanche h7 · Pion noir sur case blanche a6 · Dame noire sur case blanche c6 · Fou blanc sur case noire d6 · Pion noir sur case noire f6 · Fou noir sur case blanche g6 · Pion noir sur case noire h6 · Pion blanc sur case noire c5 · Pion blanc sur case blanche f5 · Pion blanc sur case noire b4 · Dame blanche sur case noire d4 · Pion blanc sur case blanche e4 · haut sur case noire f4 · Pion blanc sur case blanche g4 · haut sur case noire h4 · Pion blanc sur case blanche h3 · Tour blanche sur case noire c1 · Tour blanche sur case noire e1 · Roi blanc sur case noire g1 | 3 |
| 2 | Tour noire sur case blanche c8 · Tour noire sur case blanche e8 · Pion noir sur case blanche b7 · haut gauche sur case blanche f7 · Pion noir sur case noire g7 · Roi noir sur case blanche h7 · Pion noir sur case blanche a6 · Dame noire sur case blanche c6 · Fou blanc sur case noire d6 · Pion noir sur case noire f6 · Fou noir sur case blanche g6 · Pion noir sur case noire h6 · Pion blanc sur case noire c5 · Pion blanc sur case blanche f5 · Pion blanc sur case noire b4 · Dame blanche sur case noire d4 · Pion blanc sur case blanche e4 · haut sur case noire f4 · Pion blanc sur case blanche g4 · haut sur case noire h4 · Pion blanc sur case blanche h3 · Tour blanche sur case noire c1 · Tour blanche sur case noire e1 · Roi blanc sur case noire g1 | Tour noire sur case blanche c8 · Tour noire sur case blanche e8 · Pion noir sur case blanche b7 · haut gauche sur case blanche f7 · Pion noir sur case noire g7 · Roi noir sur case blanche h7 · Pion noir sur case blanche a6 · Dame noire sur case blanche c6 · Fou blanc sur case noire d6 · Pion noir sur case noire f6 · Fou noir sur case blanche g6 · Pion noir sur case noire h6 · Pion blanc sur case noire c5 · Pion blanc sur case blanche f5 · Pion blanc sur case noire b4 · Dame blanche sur case noire d4 · Pion blanc sur case blanche e4 · haut sur case noire f4 · Pion blanc sur case blanche g4 · haut sur case noire h4 · Pion blanc sur case blanche h3 · Tour blanche sur case noire c1 · Tour blanche sur case noire e1 · Roi blanc sur case noire g1 | Tour noire sur case blanche c8 · Tour noire sur case blanche e8 · Pion noir sur case blanche b7 · haut gauche sur case blanche f7 · Pion noir sur case noire g7 · Roi noir sur case blanche h7 · Pion noir sur case blanche a6 · Dame noire sur case blanche c6 · Fou blanc sur case noire d6 · Pion noir sur case noire f6 · Fou noir sur case blanche g6 · Pion noir sur case noire h6 · Pion blanc sur case noire c5 · Pion blanc sur case blanche f5 · Pion blanc sur case noire b4 · Dame blanche sur case noire d4 · Pion blanc sur case blanche e4 · haut sur case noire f4 · Pion blanc sur case blanche g4 · haut sur case noire h4 · Pion blanc sur case blanche h3 · Tour blanche sur case noire c1 · Tour blanche sur case noire e1 · Roi blanc sur case noire g1 | Tour noire sur case blanche c8 · Tour noire sur case blanche e8 · Pion noir sur case blanche b7 · haut gauche sur case blanche f7 · Pion noir sur case noire g7 · Roi noir sur case blanche h7 · Pion noir sur case blanche a6 · Dame noire sur case blanche c6 · Fou blanc sur case noire d6 · Pion noir sur case noire f6 · Fou noir sur case blanche g6 · Pion noir sur case noire h6 · Pion blanc sur case noire c5 · Pion blanc sur case blanche f5 · Pion blanc sur case noire b4 · Dame blanche sur case noire d4 · Pion blanc sur case blanche e4 · haut sur case noire f4 · Pion blanc sur case blanche g4 · haut sur case noire h4 · Pion blanc sur case blanche h3 · Tour blanche sur case noire c1 · Tour blanche sur case noire e1 · Roi blanc sur case noire g1 | Tour noire sur case blanche c8 · Tour noire sur case blanche e8 · Pion noir sur case blanche b7 · haut gauche sur case blanche f7 · Pion noir sur case noire g7 · Roi noir sur case blanche h7 · Pion noir sur case blanche a6 · Dame noire sur case blanche c6 · Fou blanc sur case noire d6 · Pion noir sur case noire f6 · Fou noir sur case blanche g6 · Pion noir sur case noire h6 · Pion blanc sur case noire c5 · Pion blanc sur case blanche f5 · Pion blanc sur case noire b4 · Dame blanche sur case noire d4 · Pion blanc sur case blanche e4 · haut sur case noire f4 · Pion blanc sur case blanche g4 · haut sur case noire h4 · Pion blanc sur case blanche h3 · Tour blanche sur case noire c1 · Tour blanche sur case noire e1 · Roi blanc sur case noire g1 | Tour noire sur case blanche c8 · Tour noire sur case blanche e8 · Pion noir sur case blanche b7 · haut gauche sur case blanche f7 · Pion noir sur case noire g7 · Roi noir sur case blanche h7 · Pion noir sur case blanche a6 · Dame noire sur case blanche c6 · Fou blanc sur case noire d6 · Pion noir sur case noire f6 · Fou noir sur case blanche g6 · Pion noir sur case noire h6 · Pion blanc sur case noire c5 · Pion blanc sur case blanche f5 · Pion blanc sur case noire b4 · Dame blanche sur case noire d4 · Pion blanc sur case blanche e4 · haut sur case noire f4 · Pion blanc sur case blanche g4 · haut sur case noire h4 · Pion blanc sur case blanche h3 · Tour blanche sur case noire c1 · Tour blanche sur case noire e1 · Roi blanc sur case noire g1 | Tour noire sur case blanche c8 · Tour noire sur case blanche e8 · Pion noir sur case blanche b7 · haut gauche sur case blanche f7 · Pion noir sur case noire g7 · Roi noir sur case blanche h7 · Pion noir sur case blanche a6 · Dame noire sur case blanche c6 · Fou blanc sur case noire d6 · Pion noir sur case noire f6 · Fou noir sur case blanche g6 · Pion noir sur case noire h6 · Pion blanc sur case noire c5 · Pion blanc sur case blanche f5 · Pion blanc sur case noire b4 · Dame blanche sur case noire d4 · Pion blanc sur case blanche e4 · haut sur case noire f4 · Pion blanc sur case blanche g4 · haut sur case noire h4 · Pion blanc sur case blanche h3 · Tour blanche sur case noire c1 · Tour blanche sur case noire e1 · Roi blanc sur case noire g1 | Tour noire sur case blanche c8 · Tour noire sur case blanche e8 · Pion noir sur case blanche b7 · haut gauche sur case blanche f7 · Pion noir sur case noire g7 · Roi noir sur case blanche h7 · Pion noir sur case blanche a6 · Dame noire sur case blanche c6 · Fou blanc sur case noire d6 · Pion noir sur case noire f6 · Fou noir sur case blanche g6 · Pion noir sur case noire h6 · Pion blanc sur case noire c5 · Pion blanc sur case blanche f5 · Pion blanc sur case noire b4 · Dame blanche sur case noire d4 · Pion blanc sur case blanche e4 · haut sur case noire f4 · Pion blanc sur case blanche g4 · haut sur case noire h4 · Pion blanc sur case blanche h3 · Tour blanche sur case noire c1 · Tour blanche sur case noire e1 · Roi blanc sur case noire g1 | 2 |
| 1 | Tour noire sur case blanche c8 · Tour noire sur case blanche e8 · Pion noir sur case blanche b7 · haut gauche sur case blanche f7 · Pion noir sur case noire g7 · Roi noir sur case blanche h7 · Pion noir sur case blanche a6 · Dame noire sur case blanche c6 · Fou blanc sur case noire d6 · Pion noir sur case noire f6 · Fou noir sur case blanche g6 · Pion noir sur case noire h6 · Pion blanc sur case noire c5 · Pion blanc sur case blanche f5 · Pion blanc sur case noire b4 · Dame blanche sur case noire d4 · Pion blanc sur case blanche e4 · haut sur case noire f4 · Pion blanc sur case blanche g4 · haut sur case noire h4 · Pion blanc sur case blanche h3 · Tour blanche sur case noire c1 · Tour blanche sur case noire e1 · Roi blanc sur case noire g1 | Tour noire sur case blanche c8 · Tour noire sur case blanche e8 · Pion noir sur case blanche b7 · haut gauche sur case blanche f7 · Pion noir sur case noire g7 · Roi noir sur case blanche h7 · Pion noir sur case blanche a6 · Dame noire sur case blanche c6 · Fou blanc sur case noire d6 · Pion noir sur case noire f6 · Fou noir sur case blanche g6 · Pion noir sur case noire h6 · Pion blanc sur case noire c5 · Pion blanc sur case blanche f5 · Pion blanc sur case noire b4 · Dame blanche sur case noire d4 · Pion blanc sur case blanche e4 · haut sur case noire f4 · Pion blanc sur case blanche g4 · haut sur case noire h4 · Pion blanc sur case blanche h3 · Tour blanche sur case noire c1 · Tour blanche sur case noire e1 · Roi blanc sur case noire g1 | Tour noire sur case blanche c8 · Tour noire sur case blanche e8 · Pion noir sur case blanche b7 · haut gauche sur case blanche f7 · Pion noir sur case noire g7 · Roi noir sur case blanche h7 · Pion noir sur case blanche a6 · Dame noire sur case blanche c6 · Fou blanc sur case noire d6 · Pion noir sur case noire f6 · Fou noir sur case blanche g6 · Pion noir sur case noire h6 · Pion blanc sur case noire c5 · Pion blanc sur case blanche f5 · Pion blanc sur case noire b4 · Dame blanche sur case noire d4 · Pion blanc sur case blanche e4 · haut sur case noire f4 · Pion blanc sur case blanche g4 · haut sur case noire h4 · Pion blanc sur case blanche h3 · Tour blanche sur case noire c1 · Tour blanche sur case noire e1 · Roi blanc sur case noire g1 | Tour noire sur case blanche c8 · Tour noire sur case blanche e8 · Pion noir sur case blanche b7 · haut gauche sur case blanche f7 · Pion noir sur case noire g7 · Roi noir sur case blanche h7 · Pion noir sur case blanche a6 · Dame noire sur case blanche c6 · Fou blanc sur case noire d6 · Pion noir sur case noire f6 · Fou noir sur case blanche g6 · Pion noir sur case noire h6 · Pion blanc sur case noire c5 · Pion blanc sur case blanche f5 · Pion blanc sur case noire b4 · Dame blanche sur case noire d4 · Pion blanc sur case blanche e4 · haut sur case noire f4 · Pion blanc sur case blanche g4 · haut sur case noire h4 · Pion blanc sur case blanche h3 · Tour blanche sur case noire c1 · Tour blanche sur case noire e1 · Roi blanc sur case noire g1 | Tour noire sur case blanche c8 · Tour noire sur case blanche e8 · Pion noir sur case blanche b7 · haut gauche sur case blanche f7 · Pion noir sur case noire g7 · Roi noir sur case blanche h7 · Pion noir sur case blanche a6 · Dame noire sur case blanche c6 · Fou blanc sur case noire d6 · Pion noir sur case noire f6 · Fou noir sur case blanche g6 · Pion noir sur case noire h6 · Pion blanc sur case noire c5 · Pion blanc sur case blanche f5 · Pion blanc sur case noire b4 · Dame blanche sur case noire d4 · Pion blanc sur case blanche e4 · haut sur case noire f4 · Pion blanc sur case blanche g4 · haut sur case noire h4 · Pion blanc sur case blanche h3 · Tour blanche sur case noire c1 · Tour blanche sur case noire e1 · Roi blanc sur case noire g1 | Tour noire sur case blanche c8 · Tour noire sur case blanche e8 · Pion noir sur case blanche b7 · haut gauche sur case blanche f7 · Pion noir sur case noire g7 · Roi noir sur case blanche h7 · Pion noir sur case blanche a6 · Dame noire sur case blanche c6 · Fou blanc sur case noire d6 · Pion noir sur case noire f6 · Fou noir sur case blanche g6 · Pion noir sur case noire h6 · Pion blanc sur case noire c5 · Pion blanc sur case blanche f5 · Pion blanc sur case noire b4 · Dame blanche sur case noire d4 · Pion blanc sur case blanche e4 · haut sur case noire f4 · Pion blanc sur case blanche g4 · haut sur case noire h4 · Pion blanc sur case blanche h3 · Tour blanche sur case noire c1 · Tour blanche sur case noire e1 · Roi blanc sur case noire g1 | Tour noire sur case blanche c8 · Tour noire sur case blanche e8 · Pion noir sur case blanche b7 · haut gauche sur case blanche f7 · Pion noir sur case noire g7 · Roi noir sur case blanche h7 · Pion noir sur case blanche a6 · Dame noire sur case blanche c6 · Fou blanc sur case noire d6 · Pion noir sur case noire f6 · Fou noir sur case blanche g6 · Pion noir sur case noire h6 · Pion blanc sur case noire c5 · Pion blanc sur case blanche f5 · Pion blanc sur case noire b4 · Dame blanche sur case noire d4 · Pion blanc sur case blanche e4 · haut sur case noire f4 · Pion blanc sur case blanche g4 · haut sur case noire h4 · Pion blanc sur case blanche h3 · Tour blanche sur case noire c1 · Tour blanche sur case noire e1 · Roi blanc sur case noire g1 | Tour noire sur case blanche c8 · Tour noire sur case blanche e8 · Pion noir sur case blanche b7 · haut gauche sur case blanche f7 · Pion noir sur case noire g7 · Roi noir sur case blanche h7 · Pion noir sur case blanche a6 · Dame noire sur case blanche c6 · Fou blanc sur case noire d6 · Pion noir sur case noire f6 · Fou noir sur case blanche g6 · Pion noir sur case noire h6 · Pion blanc sur case noire c5 · Pion blanc sur case blanche f5 · Pion blanc sur case noire b4 · Dame blanche sur case noire d4 · Pion blanc sur case blanche e4 · haut sur case noire f4 · Pion blanc sur case blanche g4 · haut sur case noire h4 · Pion blanc sur case blanche h3 · Tour blanche sur case noire c1 · Tour blanche sur case noire e1 · Roi blanc sur case noire g1 | 1 |
|   | a | b | c | d | e | f | g | h |   |

34. f5 Ff7 35. h4 Ta8 36. Tc2 a5 37. g5 ! Fh5 38. g6+ Rh8 39. b5 Dxb5 40. Tb2 Dc6 ? 41. Tb6 Dc8 42. Dd5 a4 43. Txb7 Tg8 44. c6 Abandon (1 - 0).